# Teppei Isaka
Teppei Isaka (井坂 鉄平 Isaka Teppei?,  nacido el 23 de octubre de 1974 en Ibaraki) es un exfutbolista japonés. Jugaba de defensa y su último club fue el Mito HollyHock de Japón.

## Trayectoria

### Clubes
| Club                | País  | Año         |
| ------------------- | ----- | ----------- |
| JEF United Ichihara | Japón | 1993 - 1996 |
| Mito HollyHock      | Japón | 1997 - 1998 |